# Puchar Świata w biegach narciarskich 2000/2001
Sezon 2000/2001 Pucharu Świata w biegach narciarskich rozpoczął się 25 listopada 2000 w norweskim mieście Beitostølen. Ostatnie zawody z tego cyklu rozegrano 25 marca 2001 w fińskim Kuopio.
Puchar Świata rozegrany został w 8 krajach i 15 miastach. Najwięcej zawodów zorganizowali Włosi, którzy 6 razy gościli najlepszych biegaczy narciarskich świata.
Obrońcą Pucharu Świata wśród mężczyzn był Hiszpan Johann Mühlegg, a wśród kobiet Norweżka Bente Martinsen od tego sezonu startująca pod nazwiskiem męża jako Bente Skari.
W tym sezonie w pucharze świata triumfowała Julija Czepałowa wśród kobiet oraz ponownie Per Elofsson wśród mężczyzn.

## Kalendarz i wyniki

### Mężczyźni
| Lp  | Data              | Miejscowość    | Dystans                                                                                      | 1. miejsce                                                                                      | 2. miejsce                                                                                   | 3. miejsce                                                                                   |
| --- | ----------------- | -------------- | -------------------------------------------------------------------------------------------- | ----------------------------------------------------------------------------------------------- | -------------------------------------------------------------------------------------------- | -------------------------------------------------------------------------------------------- |
| 1.  | 25 listopada 2000 | Beitostølen    | 15 km s. klasyczny                                                                           | Odd-Bjørn Hjelmeset                                                                             | Thomas Alsgaard                                                                              | Johann Mühlegg                                                                               |
| 2.  | 26 listopada 2000 | Beitostølen    | Sztafeta 4 × 10 km                                                                           | Norwegia I Tore Bjonviken · Odd-Bjørn Hjelmeset · Kristen Skjeldal · Tor Arne Hetland           | Finlandia I Janne Immonen · Harri Kirvesniemi · Mika Myllylä · Sami Repo                     | Norwegia II Krister Sørgård · Anders Aukland · Hans Leithe · Espen Bjervig                   |
| 3.  | 29 listopada 2000 | Beitostølen    | 10 km s. dowolny                                                                             | Per Elofsson                                                                                    | Sami Repo                                                                                    | Thomas Alsgaard                                                                              |
| 4.  | 8 grudnia 2000    | Santa Caterina | 15 km s. dowolny                                                                             | Per Elofsson                                                                                    | Vincent Vittoz                                                                               | Tor Arne Hetland                                                                             |
| 5.  | 9 grudnia 2000    | Santa Caterina | Sztafeta 4 x 10 km                                                                           | Norwegia Frode Estil · Kristen Skjeldal · Tor Arne Hetland · Kristen Skjeldal · Thomas Alsgaard | Austria Gerhard Urain · Michaił Botwinow · Achim Walcher · Christian Hoffmann                | Rosja Witalij Dienisow · Michaił Iwanow · Nikołaj Bolczakow · Władimir Wilisow               |
| 6.  | 13 grudnia 2000   | Clusone        | Sprint drużynowy s. dowolny                                                                  | Włochy I Fulvio Valbusa · Fabio Maj                                                             | Włochy II Giorgio Di Centa · Cristian Zorzi                                                  | Niemcy I René Sommerfeldt · Peter Schlickenrieder                                            |
| 7.  | 16 grudnia 2000   | Brusson        | 2 x 10 km łączony                                                                            | Per Elofsson                                                                                    | Johann Mühlegg                                                                               | Vincent Vittoz                                                                               |
| 8.  | 17 grudnia 2000   | Brusson        | Sprint s. dowolny                                                                            | Thomas Alsgaard                                                                                 | Jan Jacob Verdenius                                                                          | Cristian Zorzi                                                                               |
| 9.  | 20 grudnia 2000   | Davos          | 30 km s. klasyczny                                                                           | Mika Myllylä                                                                                    | Michaił Iwanow                                                                               | Odd-Bjørn Hjelmeset                                                                          |
| 10. | 28 grudnia 2000   | Engelberg      | Sprint s. klasyczny                                                                          | Jan Jacob Verdenius                                                                             | Tor Arne Hetland                                                                             | Giorgio Di Centa                                                                             |
| 11. | 29 grudnia 2000   | Engelberg      | Sprint s. dowolny                                                                            | Tor Arne Hetland                                                                                | Cristian Zorzi                                                                               | Håvard Solbakken                                                                             |
| 12. | 10 stycznia 2001  | Soldier Hollow | 30 km s. dowolny (start masowy)                                                              | Johann Mühlegg                                                                                  | Christian Hoffmann                                                                           | René Sommerfeldt                                                                             |
| 13. | 13 stycznia 2001  | Soldier Hollow | 15 km s. klasyczny                                                                           | Johann Mühlegg                                                                                  | Michaił Botwinow                                                                             | Fulvio Valbusa                                                                               |
| 14. | 14 stycznia 2001  | Soldier Hollow | Sprint s. dowolny                                                                            | Cristian Zorzi                                                                                  | Thobias Fredriksson                                                                          | Silvio Fauner                                                                                |
| 15. | 1 lutego 2001     | Asiago         | Sprint s. dowolny                                                                            | Odd-Bjørn Hjelmeset                                                                             | Trond Iversen                                                                                | Jens Arne Svartedal                                                                          |
| 16. | 4 lutego 2001     | Nové Město     | Sprint s. dowolny                                                                            | Morten Brørs                                                                                    | Trond Einar Elden                                                                            | Ari Palolahti                                                                                |
| 17. | 10 lutego 2001    | Otepää         | 10 km s. klasyczny                                                                           | Thomas Alsgaard                                                                                 | Per Elofsson                                                                                 | Janne Immonen                                                                                |
| MŚ  |                   | Lahti          | Biegi narciarskie na Mistrzostwach Świata w Narciarstwie Klasycznym 2001 15 - 25 lutego 2001 | Biegi narciarskie na Mistrzostwach Świata w Narciarstwie Klasycznym 2001 15 - 25 lutego 2001    | Biegi narciarskie na Mistrzostwach Świata w Narciarstwie Klasycznym 2001 15 - 25 lutego 2001 | Biegi narciarskie na Mistrzostwach Świata w Narciarstwie Klasycznym 2001 15 - 25 lutego 2001 |
| 18. | 4 marca 2001      | Kawgołowo      | 15 km s. dowolny                                                                             | Per Elofsson                                                                                    | Michaił Botwinow                                                                             | Aleksiej Prokurorow                                                                          |
| 19. | 7 marca 2001      | Oslo           | Sprint s. klasyczny                                                                          | Thomas Alsgaard                                                                                 | Thoralf Heimdal                                                                              | Jan Jacob Verdenius                                                                          |
| 20. | 10 marca 2001     | Oslo           | 50 km s. klasyczny                                                                           | Per Elofsson                                                                                    | Anders Aukland                                                                               | Frode Estil                                                                                  |
| 21. | 14 marca 2001     | Borlänge       | 10 km s. dowolny                                                                             | Per Elofsson                                                                                    | Pietro Piller Cottrer                                                                        | Johann Mühlegg                                                                               |
| 22. | 17 marca 2001     | Falun          | 15 km s. klasyczny                                                                           | Michaił Iwanow                                                                                  | Frode Estil                                                                                  | Kristen Skjeldal                                                                             |
| 23. | 18 marca 2001     | Falun          | Sztafeta 4 x 10 km                                                                           | Rosja I Witalij Dienisow · Michaił Iwanow · Nikołaj Bolczakow · Władimir Wilisow                | Szwecja I Urban Lindgren · Mathias Fredriksson · Morgan Göransson · Per Elofsson             | Włochy Silvio Fauner · Fabio Maj · Pietro Piller Cottrer · Cristian Zorzi                    |
| 24. | 25 marca 2001     | Kuopio         | 60 km s. dowolny                                                                             | Siarhiej Dalidowicz                                                                             | Pietro Piller Cottrer                                                                        | Michaił Iwanow                                                                               |

### Kobiety
| Lp  | Data              | Miejscowość    | Dystans                                                                                      | 1. miejsce                                                                                   | 2. miejsce                                                                                   | 3. miejsce                                                                                   |
| --- | ----------------- | -------------- | -------------------------------------------------------------------------------------------- | -------------------------------------------------------------------------------------------- | -------------------------------------------------------------------------------------------- | -------------------------------------------------------------------------------------------- |
| 1.  | 25 listopada 2000 | Beitostølen    | 10 km s. klasyczny                                                                           | Bente Skari                                                                                  | Kaisa Varis                                                                                  | Stefania Belmondo                                                                            |
| 2.  | 26 listopada 2000 | Beitostølen    | Sztafeta 4 × 5 km                                                                            | Finlandia Pirjo Maninen · Milla Jauho · Virpi Kuitunen · Kaisa Varis                         | Rosja Olga Daniłowa · Lubow Jegorowa · Larisa Łazutina · Julija Czepałowa                    | Szwecja Lina Andersson · Karin Öhman · Carin Holmberg · Mariana Handler                      |
| 3.  | 29 listopada 2000 | Beitostølen    | 5 km s. dowolny                                                                              | Kaisa Varis                                                                                  | Stefania Belmondo                                                                            | Kristina Šmigun                                                                              |
| 4.  | 8 grudnia 2000    | Santa Caterina | 10 km s. dowolny                                                                             | Julija Czepałowa                                                                             | Stefania Belmondo                                                                            | Larisa Łazutina                                                                              |
| 5.  | 9 grudnia 2000    | Santa Caterina | Sztafeta 4 x 3 km                                                                            | Rosja Nina Gawriluk · Olga Zawiałowa · Larisa Łazutina · Julija Czepałowa                    | Norwegia Tina Bay · Bente Skari · Elin Nilsen · Hilde G. Pedersen                            | Finlandia Pirjo Maninen · Satu Salonen · Virpi Kuitunen · Milla Jauho                        |
| 6.  | 13 grudnia 2000   | Clusone        | Sprint drużynowy s. dowolny                                                                  | Rosja Olga Zawiałowa · Julija Czepałowa                                                      | Włochy Sabina Valbusa · Stefania Belmondo                                                    | Rosja III Irina Składniewa · Olga Moskalenko                                                 |
| 7.  | 16 grudnia 2000   | Brusson        | 10 km s. klasyczny                                                                           | Bente Skari                                                                                  | Olga Daniłowa                                                                                | Larisa Łazutina                                                                              |
| 8.  | 17 grudnia 2000   | Brusson        | Sprint s. dowolny                                                                            | Pirjo Manninen                                                                               | Kateřina Neumannová                                                                          | Virpi Kuitunen                                                                               |
| 9.  | 20 grudnia 2000   | Davos          | 15 km s. klasyczny                                                                           | Julija Czepałowa                                                                             | Bente Skari                                                                                  | Kristina Šmigun                                                                              |
| 10. | 28 grudnia 2000   | Engelberg      | Sprint s. klasyczny                                                                          | Bente Skari                                                                                  | Pirjo Manninen                                                                               | Nina Gawriluk                                                                                |
| 11. | 29 grudnia 2000   | Engelberg      | Sprint s. dowolny                                                                            | Pirjo Manninen                                                                               | Julija Czepałowa                                                                             | Stefania Belmondo                                                                            |
| 12. | 10 stycznia 2001  | Soldier Hollow | 2 x 5 km łączony                                                                             | Kateřina Neumannová                                                                          | Gabriella Paruzzi                                                                            | Stefania Belmondo                                                                            |
| 13. | 13 stycznia 2001  | Soldier Hollow | Sztafeta 4 x 5 km                                                                            | Włochy Sabina Valbusa · Gabriella Paruzzi · Cristina Paluselli · Stefania Belmondo           | Kanada Sara Renner · Milaine Theriault · Beckie Scott · Amanda Fortier                       | Finlandia Mari Rauhala · Kirsi Välimaa · Riikka Sirviö · Aino-Kaisa Saarinen                 |
| 14. | 14 stycznia 2001  | Soldier Hollow | Sprint s. dowolny                                                                            | Bente Skari                                                                                  | Manuela Henkel                                                                               | Beckie Scott                                                                                 |
| 15. | 1 lutego 2001     | Asiago         | Sprint s. dowolny                                                                            | Bente Skari                                                                                  | Anita Moen                                                                                   | Petra Majdič                                                                                 |
| 16. | 4 lutego 2001     | Nové Město     | Sprint s. dowolny                                                                            | Julija Czepałowa                                                                             | Anita Moen                                                                                   | Claudia Künzel                                                                               |
| 17. | 10 lutego 2001    | Otepää         | 5 km s. klasyczny                                                                            | Bente Skari                                                                                  | Virpi Kuitunen                                                                               | Olga Daniłowa                                                                                |
| MŚ  |                   | Lahti          | Biegi narciarskie na Mistrzostwach Świata w Narciarstwie Klasycznym 2001 15 - 25 lutego 2001 | Biegi narciarskie na Mistrzostwach Świata w Narciarstwie Klasycznym 2001 15 - 25 lutego 2001 | Biegi narciarskie na Mistrzostwach Świata w Narciarstwie Klasycznym 2001 15 - 25 lutego 2001 | Biegi narciarskie na Mistrzostwach Świata w Narciarstwie Klasycznym 2001 15 - 25 lutego 2001 |
| 18. | 4 marca 2001      | Kawgołowo      | 15 km s. dowolny                                                                             | Julija Czepałowa                                                                             | Larisa Łazutina                                                                              | Stefania Belmondo                                                                            |
| 19. | 7 marca 2001      | Oslo           | Sprint s. klasyczny                                                                          | Pirjo Manninen                                                                               | Bente Skari                                                                                  | Lina Andersson                                                                               |
| 20. | 10 marca 2001     | Oslo           | 30 km s. klasyczny                                                                           | Larisa Łazutina                                                                              | Bente Skari                                                                                  | Olga Zawiałowa                                                                               |
| 21. | 14 marca 2001     | Borlänge       | 5 km s. dowolny                                                                              | Julija Czepałowa                                                                             | Jelena Buruchina                                                                             | Larisa Łazutina                                                                              |
| 22. | 17 marca 2001     | Falun          | 10 km s. dowolny                                                                             | Julija Czepałowa                                                                             | Larisa Łazutina                                                                              | Olga Zawiałowa                                                                               |
| 23. | 18 marca 2001     | Falun          | 10 km s. klasyczny                                                                           | Larisa Łazutina                                                                              | Bente Skari                                                                                  | Julija Czepałowa                                                                             |
| 24. | 25 marca 2001     | Kuopio         | 40 km s. dowolny                                                                             | Julija Czepałowa                                                                             | Olga Zawiałowa                                                                               | Larisa Łazutina                                                                              |

## Klasyfikacje

### Mężczyźni
| Lp. | Zawodnik              | Punkty |
| 1.  | Per Elofsson          | 763    |
| 2.  | Johann Mühlegg        | 603    |
| 3.  | Thomas Alsgaard       | 474    |
| 4.  | Pietro Piller Cottrer | 456    |
| 5.  | Odd-Bjørn Hjelmeset   | 439    |
| 6.  | René Sommerfeldt      | 384    |
| 7.  | Fulvio Valbusa        | 378    |
| 8.  | Frode Estil           | 370    |
| 9.  | Kristen Skjeldal      | 363    |
| 10. | Michaił Botwinow      | 346    |

| Lp. | Zawodnik            | Punkty |
| 1.  | Jan Jacob Verdenius | 321    |
| 2.  | Cristian Zorzi      | 288    |
| 3.  | Tor Arne Hetland    | 239    |
| 4.  | Morten Brørs        | 214    |
| 5.  | Trond Einar Elden   | 212    |
| 6.  | Thomas Alsgaard     | 200    |
| 7.  | Håvard Bjerkeli     | 177    |
| 8.  | Thobias Fredriksson | 161    |
| 9.  | Fulvio Valbusa      | 154    |
| 10. | Håvard Solbakken    | 152    |

### Kobiety
| Lp.   | Zawodniczka         | Punkty |
| 1.    | Julija Czepałowa    | 1106   |
| 2.    | Bente Skari         | 990    |
| 3.    | Larisa Łazutina     | 893    |
| 4.    | Stefania Belmondo   | 785    |
| 5.    | Olga Zawiałowa      | 529    |
| 6.    | Gabriella Paruzzi   | 528    |
| 7.    | Olga Daniłowa       | 502    |
| 8.    | Nina Gawriluk       | 481    |
| 9.    | Kateřina Neumannová | 435    |
| 10.   | Kristina Šmigun     | 352    |
| . . . |                     |        |
| 105.  | Dorota Kwaśny       | 4      |

| Lp.   | Zawodniczka       | Punkty |
| 1.    | Bente Skari       | 430    |
| 2.    | Pirjo Manninen    | 380    |
| 3.    | Manuela Henkel    | 259    |
| 4.    | Julija Czepałowa  | 256    |
| =.    | Anita Moen        | 256    |
| 6.    | Gabriella Paruzzi | 185    |
| 7.    | Stefania Belmondo | 164    |
| 8.    | Karin Moroder     | 161    |
| 9.    | Claudia Künzel    | 139    |
| 10.   | Elina Hietamäki   | 136    |
| . . . |                   |        |
| 83.   | Dorota Kwaśny     | 0      |

## Wyniki Polaków

### Kobiety
| Zawodniczka        | Beitostølen 25.11 | Beitostølen 29.11 | Santa Caterina 8.12 | Brusson 16.12 | Brusson 17.12 | Davos 20.12 | Engelberg 28.12 | Engelberg 29.12 | Soldier Hollow 10.01 | Soldier Hollow 14.01 | Asiago 1.02 | Nové Město 4.02 | Otepää 10.02 | Kawgołowo 4.03 | Oslo 7.03 | Oslo 8.03 | Borlänge 14.03 | Falun 17.03 | Falun 18.03 | Kupoio 25.03 |
| ------------------ | ----------------- | ----------------- | ------------------- | ------------- | ------------- | ----------- | --------------- | --------------- | -------------------- | -------------------- | ----------- | --------------- | ------------ | -------------- | --------- | --------- | -------------- | ----------- | ----------- | ------------ |
| Dorota Kwaśny      | -                 | -                 | -                   | 51            | 49            | 33          | -               | -               | -                    | -                    | -           | -               | 34           | -              | -         | -         | -              | -           | -           | -            |
| Magdalena Oleksiuk | -                 | -                 | -                   | -             | 69            | -           | -               | -               | -                    | -                    | -           | -               | 53           | -              | -         | -         | -              | -           | -           | -            |

### Mężczyźni
| Zawodnik        | Beitostølen 25.11 | Beitostølen 29.11 | Santa Caterina 8.12 | Brusson 16.12 | Brusson 17.12 | Davos 20.12 | Engelberg 28.12 | Engelberg 29.12 | Soldier Hollow 10.01 | Soldier Hollow 13.01 | Soldier Hollow 14.01 | Asiago 1.02 | Nové Město 4.02 | Otepää 10.02 | Kawgołowo 4.03 | Oslo 7.03 | Oslo 8.03 | Borlänge 14.03 | Falun 17.03 | Kupoio 25.03 |
| --------------- | ----------------- | ----------------- | ------------------- | ------------- | ------------- | ----------- | --------------- | --------------- | -------------------- | -------------------- | -------------------- | ----------- | --------------- | ------------ | -------------- | --------- | --------- | -------------- | ----------- | ------------ |
| Maciej Kreczmer | -                 | -                 | -                   | -             | 76            | -           | -               | -               | -                    | -                    | -                    | -           | -               | -            | -              | -         | -         | -              | -           | -            |